# Caio Pompônio Pio
Caio Pompônio Pio (em latim: Gaius Pomponius Pius) foi um senador romano nomeado cônsul sufecto para o nundínio de julho a agosto de 65 com Caio Anício Cerial. Caio Pompônio Pio, cônsul em 98, era seu filho. Nada mais se sabe sobre ele.